# Всесвітній день чоловіків
Всесві́тній день чоловікі́в — свято, яке відзначалося в першу суботу листопада з початку до середини 2000-х років у кількох країнах Європи. 
Свято було запроваджено з ініціативи австрійського магістрату і керівництва відділення ООН у Відні. Колишнього президента СРСР Горбачова, до якого організатори свята звернулися з підтримкою, було обрано президентом Всесвітнього дня чоловіків. Ключовим моментом заходу було щорічне вручення Всесвітньої чоловічої премії видатним діячам політики, науки, бізнесу, культури, мистецтва. Серед лауреатів премії в різні роки були Папа Римський Іван Павло II, тележурналіст Ларрі Кінґ, модельєр Карл Лаґерфельд, музикант Пол Маккартні, співаки Лучано Паваротті, Хосе Каррерас, німецький політик Ганс‑Дітріх Ґеншер, режисер Стівен Спілберґ та багато інших відомих особистостей.
Всесвітній чоловічий день намагалися зробити всесвітньою подією, але свято так і не святкувалось офіційно ніде, крім Росії. Воно визнане відділенням ООН у Відні та Фондом Горбачова, який шість років брав участь в організації щорічних заходів.. Починаючи з 2006, Всесвітній чоловічий день більше не відзначається.